# Henk Schultink
Hendrik (Henk) Schultink (Amsterdam, 3 april 1924 – Bilthoven, 7 januari 2017) was een Nederlands hoogleraar taalwetenschap aan de Universiteit Utrecht.
Schultink was een van de leidende figuren in de wereld van de Nederlandse taalkunde en taalwetenschap van de laatste 50 jaar. Hij werd gezien als een uitstekend docent en organisator en expert op zijn vakgebied.

## Studie; eerste werk
Henk Schultink studeerde van 1945 tot 1951 Nederlands in Leiden bij G.G. Kloeke, en was vervolgens tot 1956 werkzaam als ‘hollandsk lektor’ aan de universiteit van Kopenhagen, waar hij kennis maakte met de relatief ‘formalistische’ benaderingswijze van taal bij de daar werkzame taalwetenschappers, met Louis Hjelmslev als intellectueel leider.
In deze periode was Schultink ook Kopenhaags correspondent van de toenmalige Nieuwe Rotterdamsche Courant. Bij zijn terugkeer in Nederland werd hij taalkundig medewerker van dat blad. Daarbij was het, in zijn eigen woorden, niet zijn bedoeling curiosa aan de orde te stellen als de herkomst van het woord fiets, maar veeleer "kritische voorlichting te geven uit de werkplaats der taalkunde". Zijn krantenstukken zijn in 2005 gebundeld en verschenen onder de titel Van onze taalkundige medewerker. Kronieken 1954-1962. In 1959 werd hij tevens de eerste redactiesecretaris van het vaktijdschrift Forum der letteren.

## Proefschrift
Terug in Nederland kreeg hij een aanstelling als docent aan de Rijksuniversiteit Leiden, waar hij in 1962 promoveerde bij E.M. Uhlenbeck op het proefschrift De Morfologische Valentie van het Ongelede Adjectief in Modern Nederlands. Daarin onderzoekt hij, binnen het vakgebied van de morfologie (de studie van woordstructuur), de ‘vorm-betekenis systematiek’ van de Nederlandse woordenschat; daarbij erkent hij sterke invloed van de “magistrale” vooroorlogse studie Het Woord van de Amsterdamse hoogleraar Taalwetenschap Anton Reichling (1898-1986).
Vragen die hij zich bijvoorbeeld stelt, zijn of de verhouding tussen het paar lang ~ lengte hetzelfde is als die tussen diep ~ diepte, of de verhouding tussen groenig ~ groen hetzelfde is als die tussen waardig ~ waard, en als die tussen zuinig ~ (?)  [geen correlerend stammorfeem *zuin]. 
Een centraal begrip hierbij is productiviteit, dat beschouwd kan worden als het grammaticale equivalent van het vermogen van een spreker van het Nederlands om meer van dergelijke paren te maken: van het type lang ~ lengte (met klinkerverandering) niet, van diep ~ diepte (zonder klinkerverandering) wel, zoals in leeg ~ leegte, breed ~ breedte, enz.; en met name van het vermogen om daarbij ‘creatief’ te werk te gaan, bijvoorbeeld om vlakheid te gebruiken naast vlak, als vlakte op dat moment niet precies uitdrukt wat er in de taalsituatie nodig is. (De uitgang –heid, die vrijwel altijd wel aan bijvoeglijke naamwoorden kan worden toegevoegd, is dan ‘productiever’ bevonden dan de uitgang –te).

## Leerstoel
Onmiddellijk na zijn promotie werd Schultink in 1962 benoemd tot hoogleraar Algemene Taalwetenschap aan de Universiteit Utrecht, als opvolger van Uhlenbecks collega en onderzoeksverwant A.W. de Groot (1892-1963), naar wie kort nadien zijn instituut werd vernoemd. Hij verkreeg een positie waarin hij niet alleen leiding gaf aan een snel groeiende staf van jonge en talentvolle universitaire medewerkers, maar ook een centrale rol speelde bij de introductie en acceptatie in Nederland van de ‘transformationeel-generatieve taalkunde’ van de Amerikaanse taalwetenschapper (en later politiek activist) Noam Chomsky.

## Transformationeel-generatieve taalkunde
Aantrekkelijk voor hem in deze nieuwe en revolutionaire aanpak waren het formalistische karakter ervan (taalverschijnselen uitgedrukt in ‘formele’, controleerbare regels en grammatica's) en de centrale rol van de creativiteit van de taalspreker (het vermogen om tot op dat moment bij de spreker volkomen onbekende zinnen te interpreteren, zoals de zinnen van deze tekst, en zelf nieuwe te produceren). In de NRC van 20 juli 1957 publiceerde Schultink een bespreking van Chomsky's in februari van dat jaar bij Mouton in Den Haag verschenen Syntactic structures. Mogelijk is dit de allereerste bespreking van dit boek geweest.

### Netwerk
Bij vrijwel de gehele groep zittende hoogleraren taalkunde en taalwetenschap in Nederland bestond aversie tegen of onbegrip over deze nieuwe theorie. In Amsterdam was echter een studiegroep van jonge taalkundigen ontstaan die zeer voor de opvattingen van Chomsky gewonnen was. Het waren betrekkelijke outsiders als de logicus E.W. Beth en de sanskritist en filosoof Frits Staal die voor deze aankomende generativisten in Amsterdam de eerste patronage vormden. Door de benoeming van Schultink te Utrecht veranderde het beeld. In zijn colleges introduceerde hij Chomsky’s theorie met de profetische woorden “Dames en heren, dit is de taalkunde van de eerstkomende twintig jaar.” In de praktijk bleek deze schatting nog aan de lage kant en is Chomskys theorie voor een groot deel van de internationale taalkundige wereld al meer dan een halve eeuw dominant. Als eerste en enige algemeen linguïstisch hoogleraar die zich wel tot Chomsky’s denkbeelden voelde aangetrokken, -- “Schultink is om” gonsde het rond in de Nederlandse taalkundige wereld—werd Schultink spoedig een sleutelfiguur. Het instituut te Utrecht fungeerde als een toevluchtsoord voor jonge taalkundigen, en met name ook voor universitaire promoties van buiten het eigen instituut. Mede door latere benoemingen van deze promovendi elders (Wim Klooster in Amsterdam, Pieter Seuren in Nijmegen, Henk Verkuyl in Utrecht) bouwde Schultink een uitgebreid landelijk netwerk op. Nog steeds is Utrecht een nationaal en internationaal centrum van ‘formele’, grotendeels chomskyaanse, taalwetenschap.
Schultinks promotor, de Leidse hoogleraar E.M. Uhlenbeck, bleef uiterst kritisch staan tegenover de chomskyaanse benadering. Dit weerhield Schultink er niet van in 1982, bij het 25-jarig bestaan van zijn Utrechtse instituut, Prof. Uhlenbeck uit te nodigen als een van de exponenten van drie uiteenlopende taalkundige benaderingen in Nederland, en uit de positieve toon van het georganiseerde symposium hoop te putten op begrip voor elkaars standpunten.

### Begeleiding en onderzoek
In de genoemde functie was Schultink vaak promotor van onderzoekers van – niet zijn eigen specialisme – de syntaxis (zinsbouw). In de jaren zeventig richtte hij zich in zijn eigen werk op de formele fonologie (klankleer), maar hij bleef ook de morfologie trouw met als centraal begrip ‘productiviteit in de woordenschat’. Hij liet daarin anderen kennismaken met het werk van vooraanstaande taalwetenschappers als Morris Halle, Mark Aronoff, Mark Liberman en Alan Prince, allen werkzaam in het chomskyaanse onderzoekskader. In de fonologie was hij met name geïnteresseerd in klemtoonverschijnselen, en hoe woordstructuur beklemtoning beïnvloedt: waarom is er in het paar tóepassen ~ toepásbaar klemtoonverandering, maar in aanváarden ~ aanváardbaar en beínvloeden ~ beínvloedbaar niet? In de morfologie richtte zijn werk zich op het (Engelse) begrip stacking: In hoeverre is de ‘stapeling’ van uitgangen in wandel-aar-ster en bloem-ist-e ook nog te herkennen in werk-?-ster, chauffeur ~-se en directeur ~ -trice. In deze vakgebieden kunnen als zijn min of meer directe leerlingen (en / of ‘voortzetters van zijn traditie’) beschouwd worden: Rudolf Botha (Stellenbosch, Zuid-Afrika), Wim Zonneveld (Utrecht), Jaap van Marle (UvA; Open Universiteit), Martin Everaert (Utrecht), en – hoewel niet bij hem gepromoveerd – Geert Booij (UvA, VU; Leiden) en Harald Baayen (Nijmegen).

## Bestuur en organisatie
Op het gebied van bestuur en organisatie was Schultink al in 1964 betrokken bij de heroprichting van de nationale Algemene Vereniging voor Taalwetenschap. Deze landelijke vakvereniging organiseert vanaf 1970 de jaarlijkse TIN-dag (Taalkunde in Nederland) waarop door Nederlandse taalkundigen van allerlei pluimage lezingen worden gegeven en ideeën worden uitgewisseld.
Hij was van 1975 tot 1982 bestuurslid, en daarna adviseur, van het Instituut voor Nederlandse Lexicologie te Leiden, en speelde een belangrijke rol bij de totstandkoming van het door dat instituut uitgegeven Morfologisch Handboek.
Hij was in 1982 weinig succesvol als kortstondig decaan van de Utrechtse Letterenfaculteit in een zeer woelige periode van continue universitaire bezuinigingen. Hij gaf zelf toe daarvoor niet de geschikte persoonlijkheidsstructuur te hebben. Een van deze operaties (Selectieve Krimp en Groei, van 1986) ging echter wel met een zodanige herverdeling van budgetten gepaard dat daaruit het aio-stelsel (assistenten in opleiding) ontstond, dat tot 2004 de meest gebruikelijke manier voor jong wetenschappelijk talent was om, ondersteund door een tijdelijke aanstelling, te komen tot een universitaire promotie.

### LOT
Bij de invoering van dit systeem speelde Schultink in 1986-87 een centrale rol bij het instellen van de LOT, de Landelijke Onderzoeksschool Taalwetenschap, een nationaal netwerk voor onderzoeksstimulering en aio-begeleiding op het gebied van de taalwetenschap, dat op de verschillende universiteiten gelieerd werd (en is) aan lokale groepen onderzoekers en onderzoeksorganisaties. Deze ‘school’ kreeg al gauw een internationale uitstraling door het systematisch uitnodigen van gerenommeerde buitenlandse taalwetenschappers als docent in een van de halfjaarlijkse zomer- of winterscholen.

## Emeritaat
Schultink voerde deze laatstgenoemde activiteit uit als emeritus-hoogleraar, hij had midden 1986 afscheid genomen van zijn reguliere positie aan de Utrechtse Letterenfaculteit. Hij bleef echter in de jaren negentig actief als bestuurder, met name als voorzitter van de landelijke Visitatiecommissie voor universitaire opleidingen in de Talen en de Taalwetenschap, en als bestuurslid van het Utrechtse Onderzoeksinstituut voor Taal en Spraak, dat mede door zijn activiteiten was ontstaan en als ‘penvoerder’ functioneert van de LOT.
Hij heeft in zijn universitaire periode negentien promovendi afgeleverd, waarvan er elf daarna hoogleraar zijn geworden, en een groot aantal studenten wegwijs in en enthousiast gemaakt voor zijn vakgebied op alle niveaus. Als zodanig werd hij een bekend en geliefd persoon in de wereld van de Nederlandse taalkunde en taalwetenschap. In het laatste deel van zijn universitaire carrière, en sindsdien, schreef hij vooral – soms persoonlijk getinte – bijdragen op het gebied van de historiografie van de Nederlandse taalkunde.
De Utrechtse Henk Schultink leerstoel werd naar hem vernoemd.

## Privé
Prof. dr. H. Schultink was getrouwd met Sanne Nielsen (overleden 1980), met Edu van Kampen (overleden 2001) en laatstelijk partner van Olga Rodenko.

## Over Schultink
- Jan Noordegraaf: 'Levensbericht Hendrik Schultink'. In: Jaarboek van de Maatschappij der Nederlandse Letterkunde te Leiden, 2016-2017, pag. 146-160